# Casa Nathan Ayres

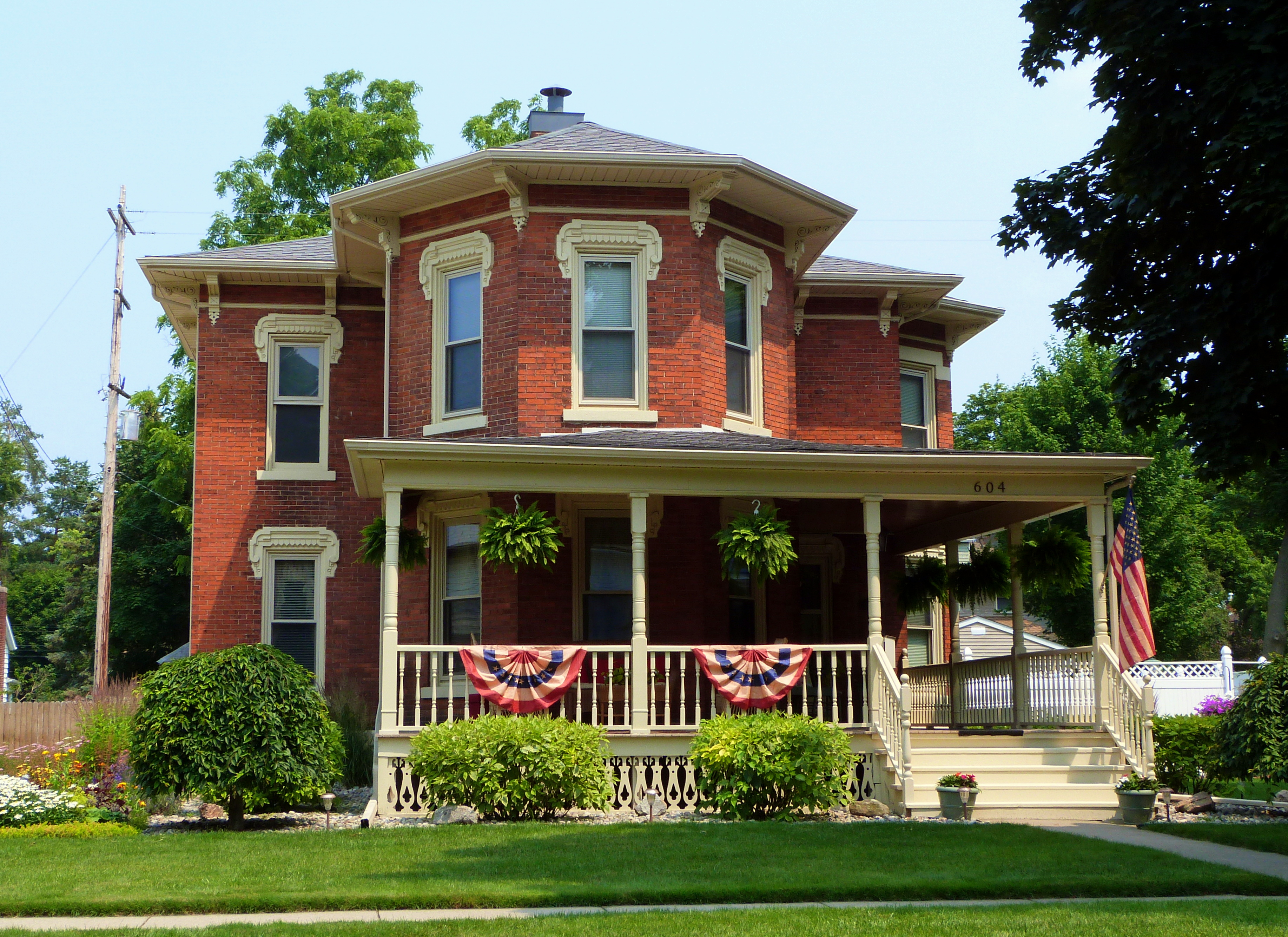
Casa Nathan Ayres

La Nathan Ayres es una casa unifamiliar localizada en el 604 de Water Street en Owosso, Míchigan. Está listada en el Registro Nacional de Sitios Históricos en 1980.

## Historia
Nathan Ayres nació en 1842 y llegó a Owosso siendo un hombre joven. Con el dinero suficiente obtenido de su trabajo construyó esta casa de ladrillo en 1883. Poco más se sabe sobre Nathan, pero su hija, Effie, (nacida en 1867), fue educada en Owosso y enseñó en la escuela local por muchos años hasta ascender a directora de la Escuela Central de Owosso.

## Descripción
La casa Nathan Ayres es de estilo italianizante estructura de nave distintiva en la fachada de frente. Tiene marcos de ventana matizados con listos de piedra tallados, un porche central amplio y soportes cuadrados debajo de los aleros de un techo a cuatro aguas.